# Bosc Nacional Bitterroot

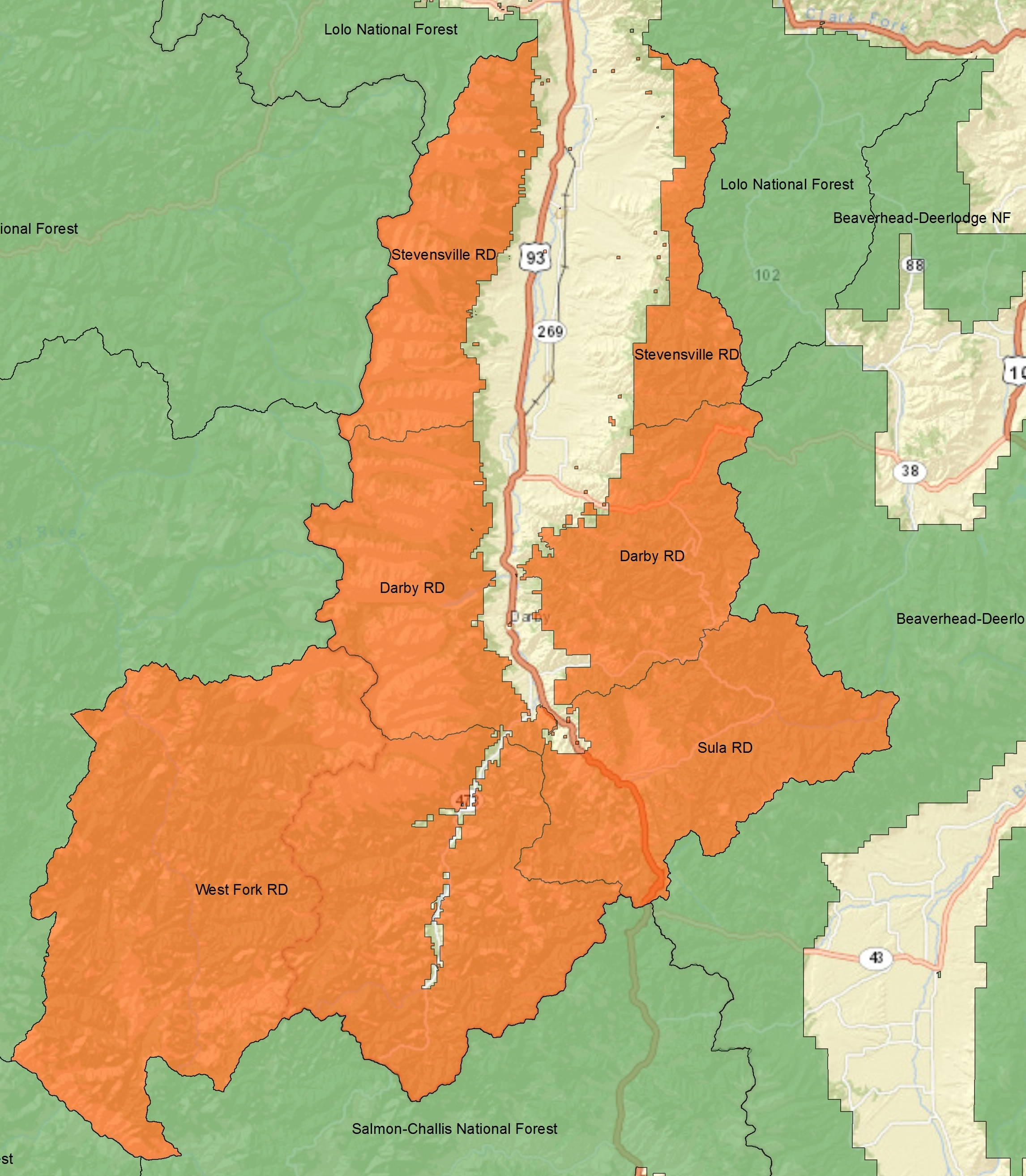
Un mapa del bosc. La seva seu (supervisor's office) es troba a Hamilton, i se situen oficines regionals de guardaboscos (ranger districts) a Sula, Darby i Stevensville; El districte West Fork té la seva oficina 28 quilòmetres al sud de Darby a la bifurcació oest del riu Bitterroot.

El Bosc Nacional Bitterroot - Bitterroot National Forest (anglès) - és una àrea protegida gestionada pel Servei Forestal dels Estats Units que se situa a Montana i Idaho a les muntanyes Bitterroot (Bitterroot Mountains) i les muntanyes Sapphire (Sapphire Mountains). El seu punt més alt és el pic Trapper (Trapper Peak) que és 4.013 metres d'altitud. El bosc rep el seu nom de Lewisia rediviva, una planta amb flors de la família portulacàcia popularment coneguda en anglès com bitterroot (literalment "arrel amarga").:192–199 La planta era una menja dels pobles xoixon i bitterroot salish i avui és la flor oficial de l'estat de Montana.

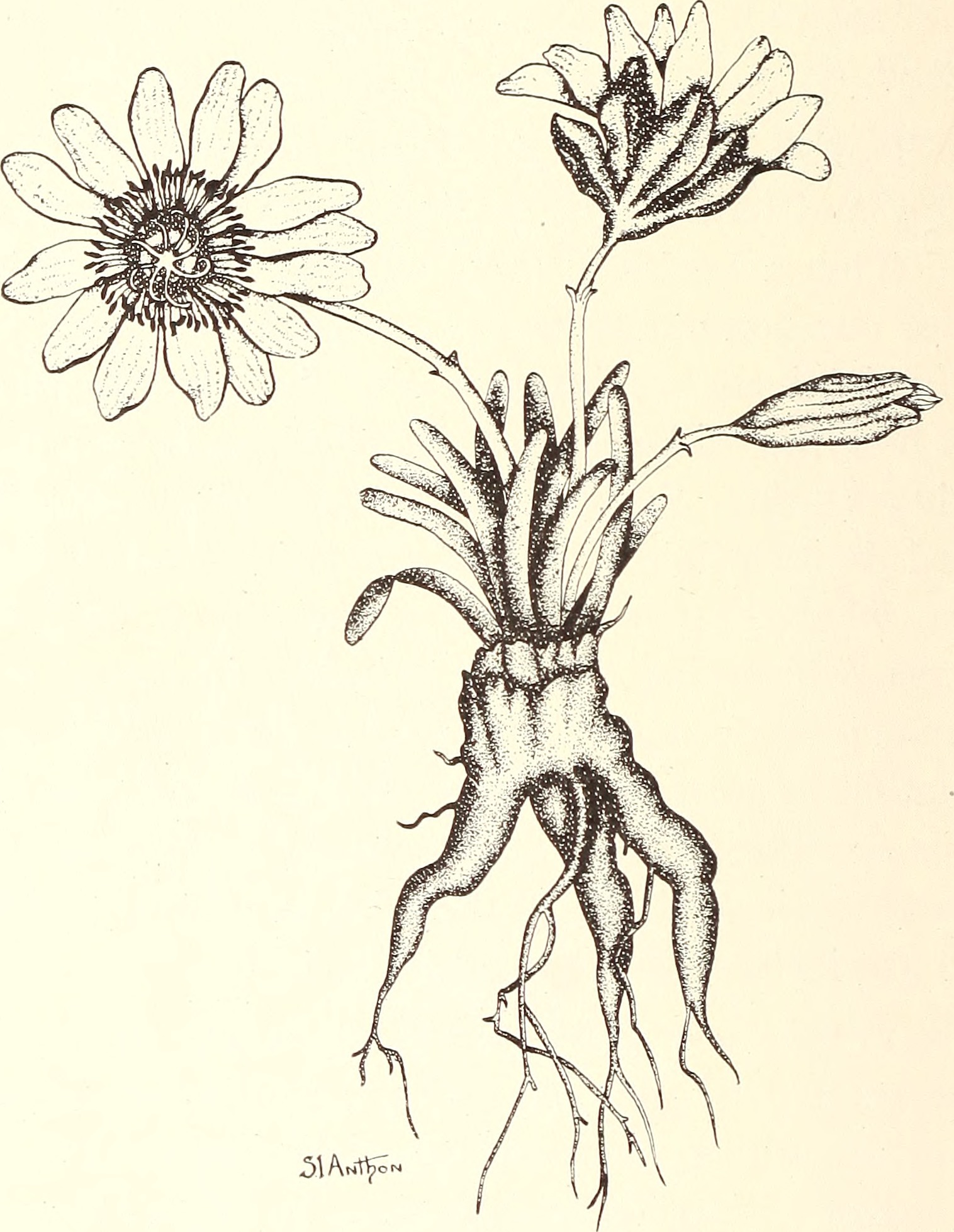
Lewisia rediviva